# Episodi di Soul Food (terza stagione)
La terza stagione della serie televisiva Soul Food è stata trasmessa in anteprima negli Stati Uniti d'America da Showtime tra il 26 giugno 2002 e il 28 agosto 2002.
| nº | Titolo originale           | Titolo italiano | Prima TV USA   | Prima TV Italia |
| -- | -------------------------- | --------------- | -------------- | --------------- |
| 1  | Tonight at Noon            | inedito         | 26 giugno 2002 | inedito         |
| 2  | Ultimate Power             | inedito         | 3 luglio 2002  | inedito         |
| 3  | Past Imperfect             | inedito         | 10 luglio 2002 | inedito         |
| 4  | Out with the Old...        | inedito         | 17 luglio 2002 | inedito         |
| 5  | Empty Spaces               | inedito         | 24 luglio 2002 | inedito         |
| 6  | Stranger Than Fiction      | inedito         | 31 luglio 2002 | inedito         |
| 7  | Child Safety               | inedito         | 7 agosto 2002  | inedito         |
| 8  | Let's Do It Again          | inedito         | 14 agosto 2002 | inedito         |
| 9  | Big Dreams in Small Spaces | inedito         | 21 agosto 2002 | inedito         |
| 10 | Emotional Collateral       | inedito         | 28 agosto 2002 | inedito         |